# Lanjik
Lanjik (in armeno Լանջիկ?) è un comune di 924 abitanti (2001) della provincia di Shirak in Armenia.